# Liste der denkmalgeschützten Objekte in Sittersdorf
Die Liste der denkmalgeschützten Objekte in Sittersdorf enthält die 9 denkmalgeschützten, unbeweglichen Objekte der Gemeinde Sittersdorf.

## Denkmäler
| Foto |                 | Denkmal                                                                                               | Standort                                | Beschreibung | Metadaten |
| ---- | --------------- | --- | --------------------------------------- | --- | --- |
| ja   | Datei hochladen | Kath. Filialkirche hl. Andreas HERIS-ID: 57907 Objekt-ID: 68253                                       | Altendorf Standort KG: Altendorf        | Der kleine spätgotische Bau liegt südlich des Orts auf einem Plateau. Die Jahreszahl 1739 an zwei Turmgiebeln bezieht sich auf die Renovierung nach einem Blitzschlag. Restaurierungen fanden 1995/97 statt: Rekonstruktion der bemerkenswerten Architekturpolychromie mit Eckquadern, Zackenfriesen, Fensterumrahmungen, großen Rundmedaillons mit Zirkelmotiven der Farbigkeit Mitte des 17. Jahrhunderts. Die Kirche hat am Chor polygonale, am Langhaus zweistufige Strebepfeiler. An den gotischen Südturm mit Spitzhelm schließt eine kreuzgratgewölbte barocke Kapelle an. Rundbogiges gotisches Südportal mit Eisenplattentür, profiliertes Nord-Portal mit Kielbogen. Chor und Langhaus sind netzrippengewölbt, die Sakristei kreuzgratgewölbt. Kanzel und Altar in der Südkapelle stammen von 1700, Hochaltar mit Opfergangsportalen und der rechte Seitenaltar von 1720, der linke Seitenaltar ist vom Ende des 18. Jahrhunderts. | BDA-Hist.: Q38079281 Status: § 2a Stand der BDA-Liste: 2025-06-30 Name: Kath. Filialkirche hl. Andreas GstNr.: .17 Filialkirche hl. Andreas, Altendorf (Sittersdorf)                                   |
| ja   | Datei hochladen | Kath. Filialkirche hll. Andreas und Ulrich HERIS-ID: 68507 Objekt-ID: 81516                           | Rückersdorf Standort KG: Rückersdorf    | Die Kirche, ein kleiner, im Kern romanischer Bau mit Dachreiter, wurde 1154 urkundlich erwähnt. An der Langhauswestseite ist ein gemauerter Vorbau mit gotischem Spitzbogenportal, der südliche Sakristeianbau hat ein gotisches Rundbogenportal. An der südlichen Außenwand ist ein mit Skuk bezeichnetes Christophorusfresko aus dem 19. Jahrhundert. Innenrestaurierung 1999. Flachgedecktes Schiff. Über dem Triumphbogen Bezeichnung 1876. Quadratischer, flachgewölbter Chor. Sakristei zweijochig, barock gewölbt. Die Altäre mit Seitenrentabeln stammen etwa von 1700; außerdem befindet sich eine spätgotische Skulptur hl. Ulrich in der Kirche. | BDA-Hist.: Q38119850 Status: § 2a Stand der BDA-Liste: 2025-06-30 Name: Kath. Filialkirche hll. Andreas und Ulrich GstNr.: .23 Rückersdorf Kirche                                                      |
| ja   | Datei hochladen | Karner HERIS-ID: 68554 Objekt-ID: 81567                                                               | Sittersdorf Standort KG: Sittersdorf    | Der südlich der Pfarrkirche gelegene Karner ist im Kern ein romanischer Bau aus der Mitte des 12. Jahrhunderts mit einem runden Kuppelgewölbe. Das ursprüngliche Portal ist mittlerweile vermauert und wurde durch einen südlichen Eingang ersetzt. | BDA-Hist.: Q38119994 Status: § 2a Stand der BDA-Liste: 2025-06-30 Name: Karner GstNr.: .4/2 Karner Sittersdorf                                                                                         |
| ja   | Datei hochladen | Kath. Pfarrkirche hl. Helena und Friedhof HERIS-ID: 54613 Objekt-ID: 62942                            | Sittersdorf 2 Standort KG: Sittersdorf  | Urkundlich 1154 erwähnt. Die Kirche ist ein mittelgroßer, im Kern romanischer Bau (urkundlich 1154 erwähnt) mit gotischem netzrippengewölbtem Chor. Sie wird von mächtigen, breiten geböschten Pfeilern gestützt, ist von einer Friedhofsmauer umgeben und mit dem Pfarrhof durch eine Brücke verbunden. Im 17. Jahrhundert wurde die ursprünglich einschiffige Kirche dreischiffig umgebaut. Der vorgestellte westlicher Fassadenturm mit Inschrift 1690 wurde 1865 erhöht und mit Wandvorlagen gegliedert. Im Turmerdgeschoß ein Rundmedaillon von römerzeitlichem Grabbau mit der Porträtbüste eines Mannes (frühes zweites Jahrhundert nach Christus; CSIR II/2, 1972, 111). Deckenmalereien sind mit Jakob Brollo 1891 bezeichnet. Zur Einrichtung gehören vier barocke Altäre aus dem 18. Jahrhundert. | BDA-Hist.: Q38061571 Status: § 2a Stand der BDA-Liste: 2025-06-30 Name: Kath. Pfarrkirche hl. Helena und Friedhof GstNr.: .4/1, 3/4 Pfarrkirche hl. Helena, Sittersdorf                                |
| ja   | Datei hochladen | Kath. Filialkirche hl. Maria HERIS-ID: 47074 Objekt-ID: 49611                                         | neben Pfannsdorf 9 Standort KG: Sonnegg | Im Ortskern von Pfannsdorf. Kleiner einschiffiger, späthistoristischer Bau 1881–82 von Johann Martinelle, Weihe 1882. Vorgestellter West-Turm mit achtseitigem Glockengeschoß. Langhaus tonnengewölbt, durch Gurten und Pilaster dreijochig gegliedert; Rundapsis. Empore mit gerader Brüstung und gemalter Balustrade; Chor mit Bandlwerk ausgemalt. Säulen-Ädikulaaltar 19. Jahrhundert, spätbarocker Tabernakel, spätgotische Marienstatue (Madonna im Ährenkleid) um 1470, flankiert von Figuren heilige Barbara und Katharina. Vortragekreuz mit barock farbig gefasstem Kruzifix. | BDA-Hist.: Q38025534 Status: Bescheid Stand der BDA-Liste: 2025-06-30 Name: Kath. Filialkirche hl. Maria GstNr.: .17/2 Filialkirche hl. Maria, Pfannsdorf (Sittersdorf)                                |
| ja   | Datei hochladen | Gruftkapelle Orsini-Rosenberg HERIS-ID: 57908 Objekt-ID: 68254                                        | Pfannsdorf Standort KG: Sonnegg         | Die westlich der Kirche St. Filippen ob Sonegg gelegene Gruft für die Familie Orsini-Rosenberg wurde in den Jahren 1812 bis 1817 errichtet. Die figürlichen Glasgemälde tragen die Bezeichnung Gottlob Mohn (Wien) und stammen aus den Jahren 1819 und 1820. | BDA-Hist.: Q38079289 Status: § 2a Stand der BDA-Liste: 2025-06-30 Name: Gruftkapelle Orsini-Rosenberg GstNr.: .50/2 Pfarrkirche St. Philippen ob Sonnegg                                               |
| ja   | Datei hochladen | Burgruine Sonnegg HERIS-ID: 68548 Objekt-ID: 81558seit 2015                                           | bei Sonnegg 1 Standort KG: Sonnegg      | Die im 13. Jahrhundert erwähnte Burg wurde bis zum 16. Jahrhundert zu einem Schloss mit sieben Türmen ausgebaut. Nach einem Erdbeben und anschließendem Großbrand wurde sie nicht mehr aufgebaut, sondern als Steinbruch benutzt. Es sind nur mehr geringe Mauerreste erhalten. | BDA-Hist.: Q23689549 Status: Bescheid Stand der BDA-Liste: 2025-06-30 Name: Burgruine Sonnegg GstNr.: .1 Burgruine Sonnegg                                                                             |
| ja   | Datei hochladen | Anlage Schloss Sonnegg HERIS-ID: 112369 Objekt-ID: 130512seit 2015                                    | Sonnegg 1, u. a. Standort KG: Sonnegg   | Nach Aufgabe der Burg 1690 wurde ein am Fuß des Burgbergs gelegene Wirtschaftshof zu einem zweigeschoßigen Schloss ausgebaut, das mit guter Ausstattung versehen ist. Die gegenüberliegende schmucklose rechteckige Kapelle beinhaltet bemerkenswertes Betgestühl aus dem 18. Jahrhundert. Das Wirtschaftsgebäude westlich der Kapelle ist ein im Kern spätgotischer Bau. | BDA-Hist.: Q37830589 Status: Bescheid Stand der BDA-Liste: 2025-06-30 Name: Anlage Schloss Sonnegg GstNr.: .2/1, .3/1, .4, .1                                                                          |
| ja   | Datei hochladen | Kath. Pfarrkirche hl. Philippus/St. Filippen ob Sonnegg und Friedhof HERIS-ID: 57909 Objekt-ID: 68256 | Tichoja Standort KG: Sonnegg            | Am Südrand erhöht gelegen, von Friedhofsmauer umgeben. Urkundlich 1329 erwähnt. Im 14. und 16. Jahrhundert erneuert, im Kern jedoch romanischer Bau. 1994–96 Gesamt-Außenrestaurierung. Wiederherstellung der Architekturpolychromie des 16. Jahrhunderts. Mächtiger West-Turm mit gekuppelten romanischen Schallfenstern, achtseitiger Spitzhelm. An der Chor-Nordseite zweigeschoßiger barocker Anbau (Sakristei und Oratorium). Gotisches Nord-Portal zum Langhaus vermauert. In der Turmvorhalle Fragment einer gotischen Steinmadonna (Kopf mit Schulterpartie und Kind ergänzt) Mitte des 14. Jahrhunderts. | BDA-Hist.: Q38079300 Status: § 2a Stand der BDA-Liste: 2025-06-30 Name: Kath. Pfarrkirche hl. Philippus/St. Filippen ob Sonnegg und Friedhof GstNr.: .50/1, 711/2 Pfarrkirche St. Philippen ob Sonnegg |